# Uncle Tom

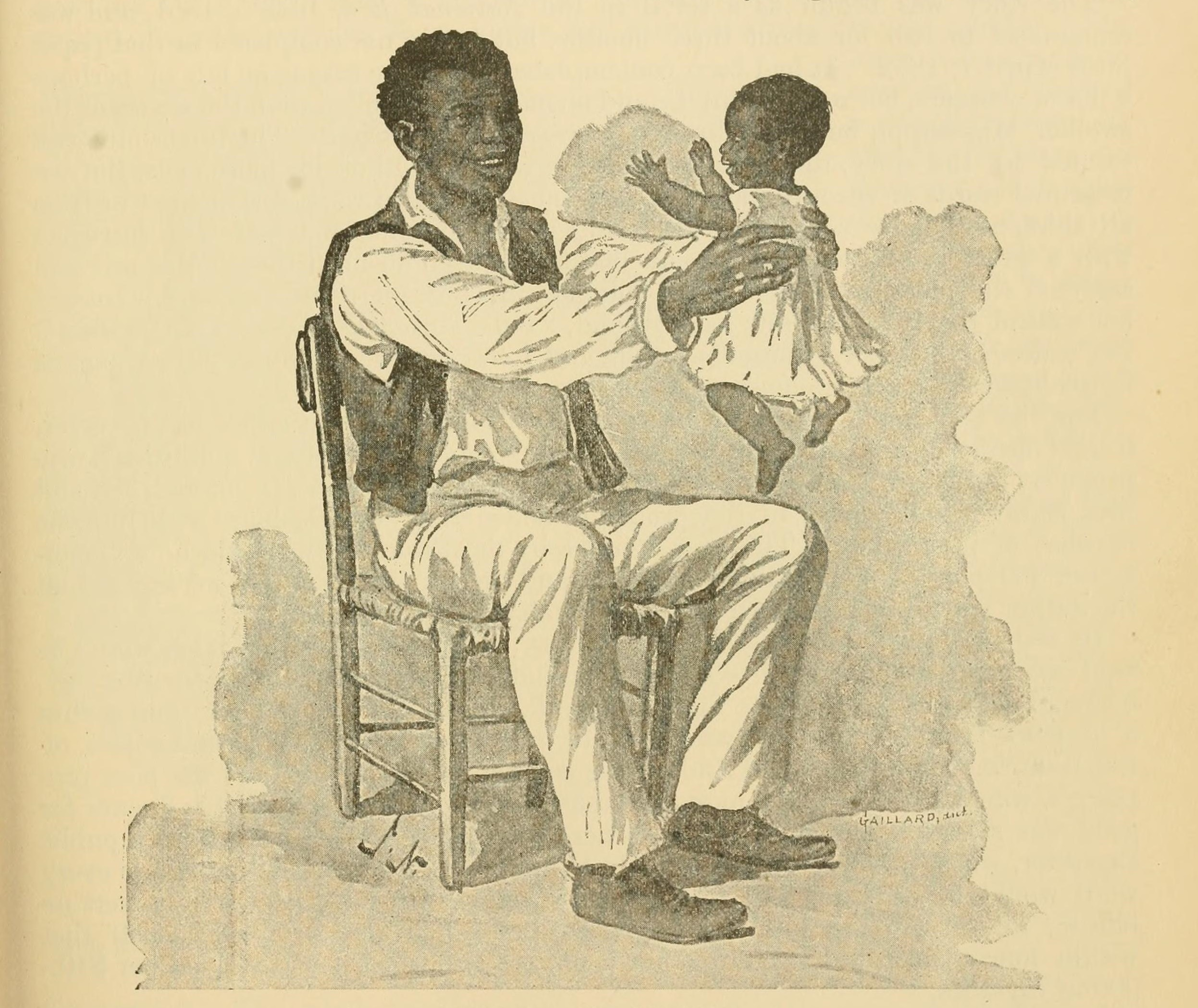
A personagem Uncle Tom (Tio Tom) em um livro de 1901

Uncle Tom (em português, Tio Tom) é um termo pejorativo usado para descrever um afro-americano que, aparentemente, age de uma forma subserviente às figuras de autoridade do americano branco, ou procurando a integração com este por meio de uma desnecessária acomodação.

## Origem da expressão
A expressão "Uncle Tom" deriva da personagem homônima que deu o título ao romance de 1853 de Harriet Beecher Stowe, Uncle Tom's Cabin (A cabana do Tio Tom), apesar de a questão de se a própria personagem ser merecedora ou não do termo pejorativo que lhe é atribuído ser alvo de debate. Stowe nunca tencionou que "Uncle Tom" fosse uma personagem merecedora de escárnio. O sentido pejorativo do termo desenvolveu-se a partir do modo como as versões posteriores da personagem, despojadas de sua força original, foram retratadas no palco.